# 韓国岳
韓国岳（からくにだけ）は、九州南部にある山。唐国岳・虚国岳・空国岳と表記されることもある。
霧島山の最高峰であり、宮崎県えびの市・小林市、鹿児島県霧島市の境界にまたがる。

## 山容

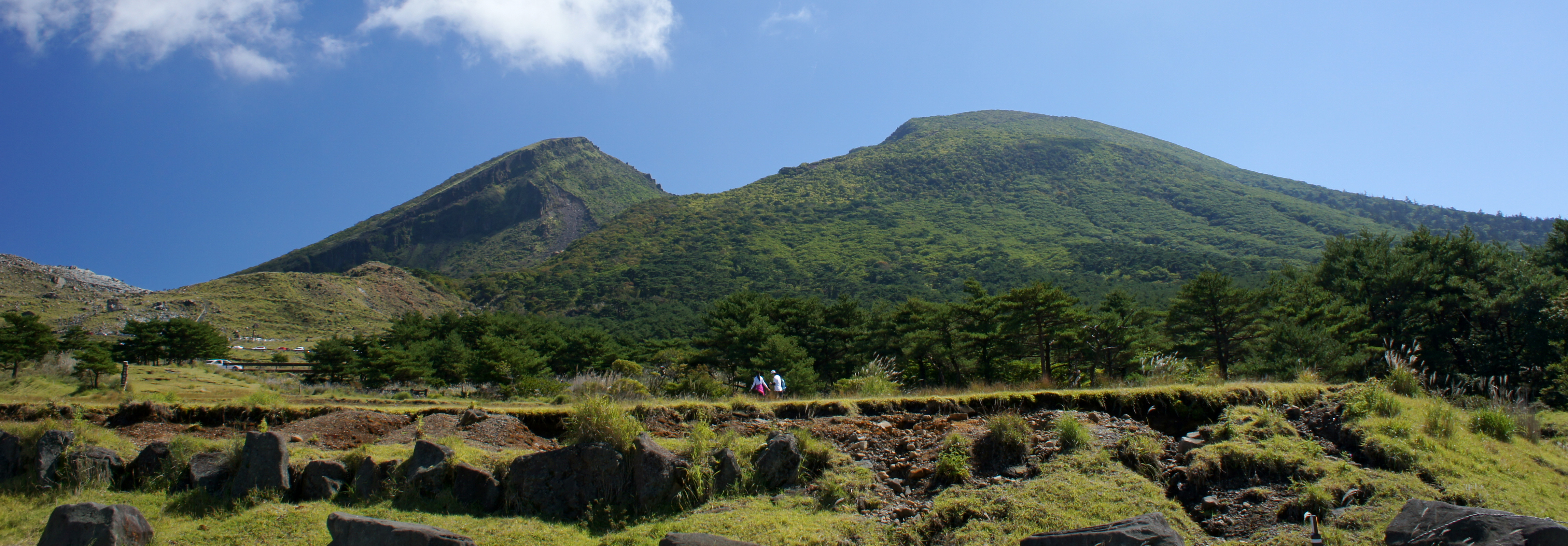
えびの高原から望む山体

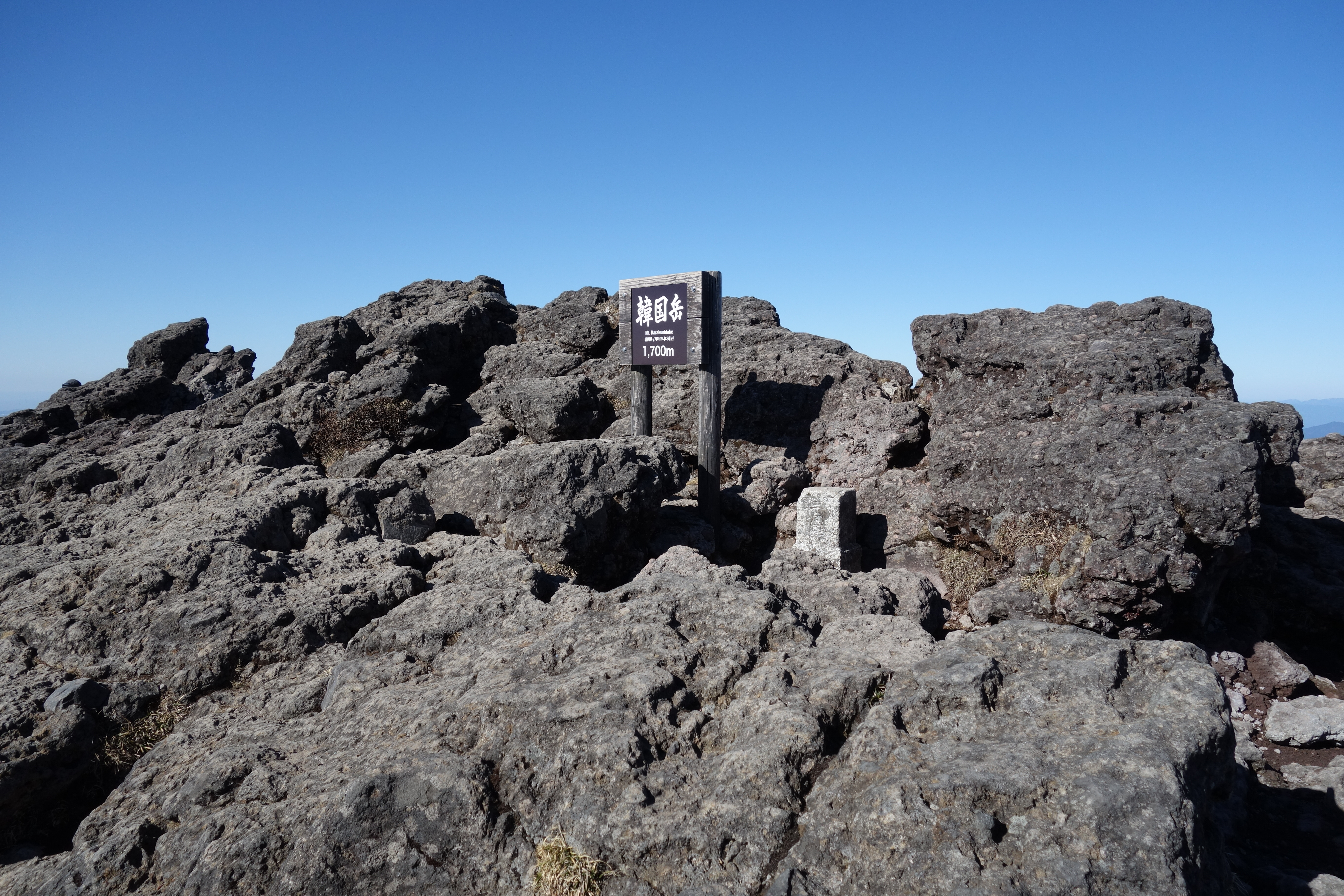
韓国岳頂上と一等三角点「西霧島山」

頂上には直径900m、深さ300mの火口があり、雨が続くと池ができる。また、冬にはよく冠雪し、霧氷なども見られる。北西山腹にえびの高原が広がり、南西山腹に大浪池がある。山腹はハリモミ、ミズナラ、ブナ、クヌギなどの林となっており、野生のシカが多く見られる。山頂付近にはミヤマキリシマ、マイヅルソウ、ススキなど、火口壁にはヤシャブシ、シロドウダン、ヒカゲツツジなどがみられる。

## 地質
韓国岳は霧島火山群の中でも比較的新しい新期霧島火山に属し、古い時期に形成された白鳥山、夷守岳、獅子戸岳、大浪池などの火山群に重なるようにして形成された。山体を形作る地質はおおまかに古期溶岩、中期溶岩、新期溶岩に分けられる。1万8000年前に噴出した古期溶岩は北東部山麓の小林市大出水から環野にかけてわずかに露出しており、中期溶岩は北東部山腹の標高900m以下の斜面に分布している。標高900mから上は1万5000年前以降に噴出した新期溶岩からなり、火砕流と軽石の噴出が繰り返されてできた噴石丘となっている。山体が形成された後に火口北西部で爆発が起き、西側の火口壁が崩壊している。

## 歴史
古くは霧島岳西峰、筈野岳、雪岳、甑岳とも呼ばれていた。
『宮崎県の地名』（平凡社、1997年）によれば、韓国の山名は『古事記』上天孫降臨段にある「向韓国、真来通笠沙之御前而・・・」に由来すると思われるとなっている（p580）。さらに、『角川日本地名大辞典』（角川書店、1986年）には、古くは「虚国岳」とも書き、『日本書紀』の「空国（からくに、膂宍の空国のこと）」から「虚国」、「韓国」へと変化したと考えられるとある。また、一説として「遠望がきき、韓の国まで見渡せることが山名の由来」と紹介している（p260-261）。また、「山頂からは韓の国（朝鮮半島）まで見渡すことができるほど高い山なので「韓国の見岳（からくにのみたけ）」と呼ばれた」との説もあるが、実際には山頂からは朝鮮半島を見ることはできない。「唐国岳」と表記されて解説される際に「山頂から唐の国（中国大陸）が見渡せるため「唐国の見岳（からくにのみたけ）」と名付けられた」との説明がされることがあるが、「韓国の見岳」説と同様、山頂から中国大陸を見ることはできない。
歴史上、山頂で噴火したという記録はないが、1768年（明和5年）に北西側山腹から溶岩が流出し硫黄山が形成された。江戸時代には領主の島津氏がしばしば登山に訪れた。

## 登山
宮崎県小林市と鹿児島県霧島市を結ぶ県道付近からいくつかの登山道が整備されている。駐車場やビジターセンターの充実しているえびの高原からのルートがもっとも一般的である。山頂から南方の眺望は抜群で、霧島山系の山々や霊峰高千穂峰を展望でき、遠くは鹿児島湾の桜島や高隈山も眺望できる。また、韓国岳の山頂から、獅子戸岳、新燃岳、中岳と縦走して高千穂河原へと降りるルートも人気が高い縦走路だったが、2011年の新燃岳の活動以降は封鎖されたままである。
韓国岳には1996年（平成8年）に鹿児島県が自然公園等整備事業で設置した「韓国岳南避難小屋」がある。

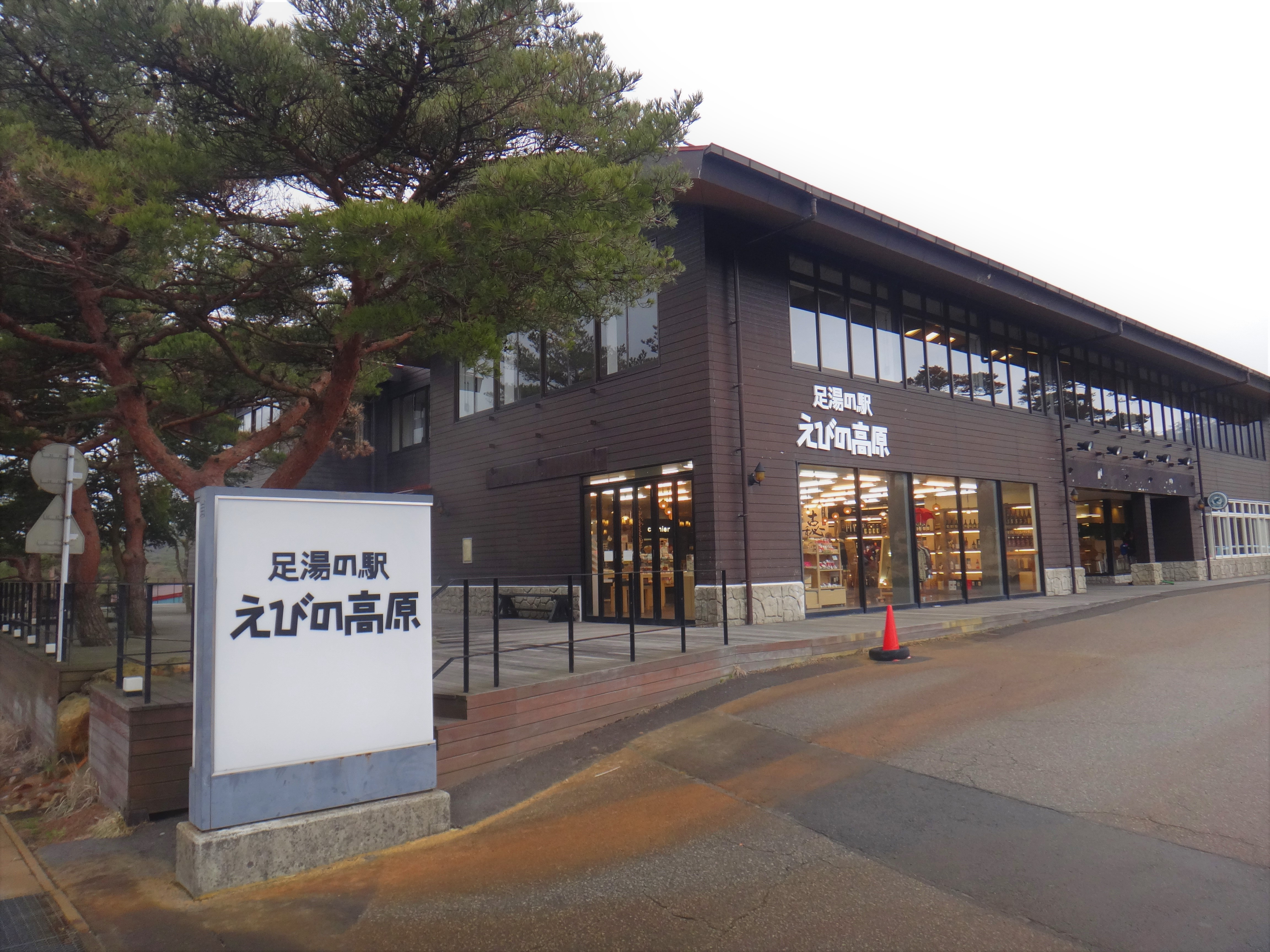
足湯の駅えびの高原
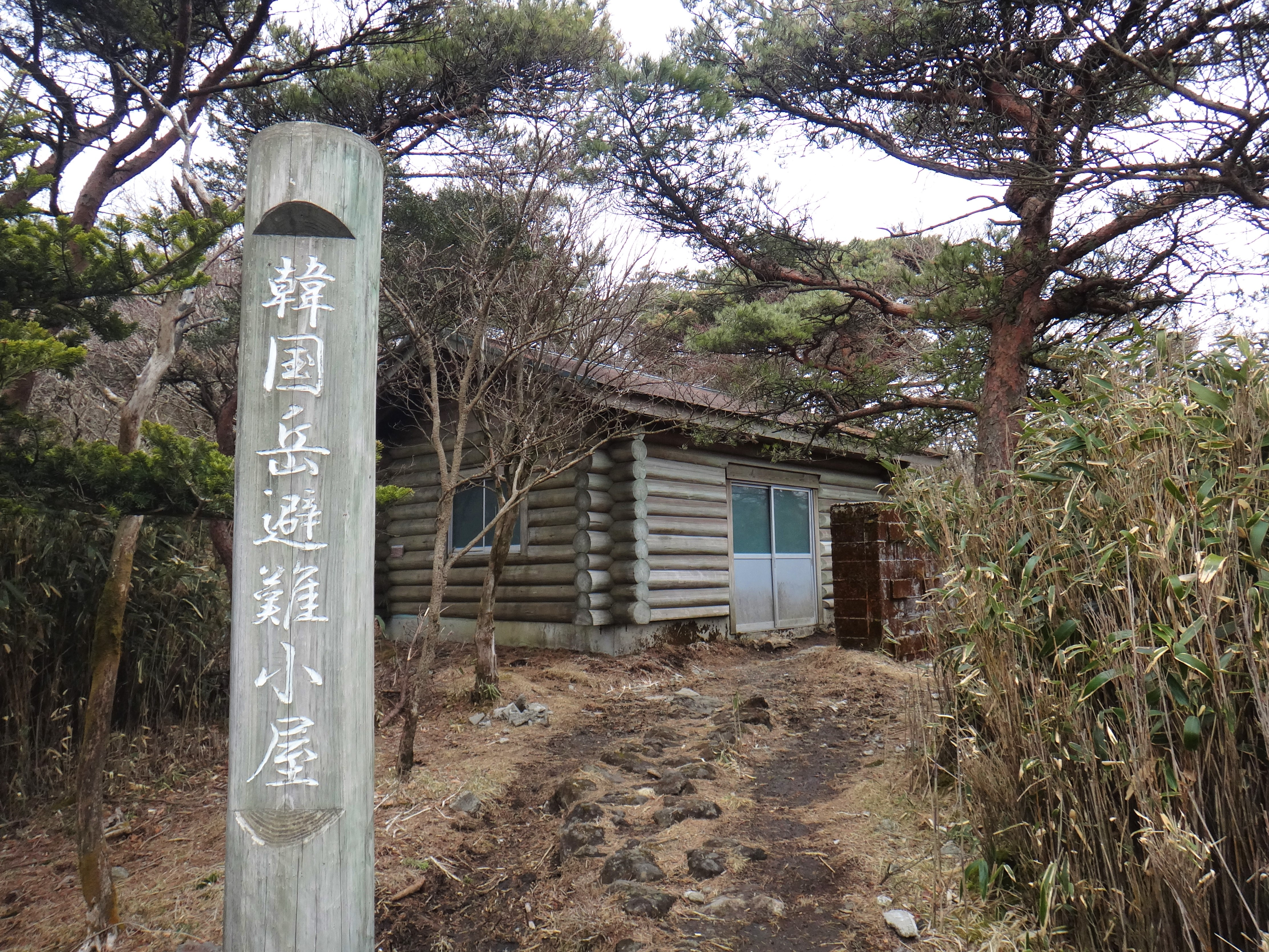
韓国岳避難小屋
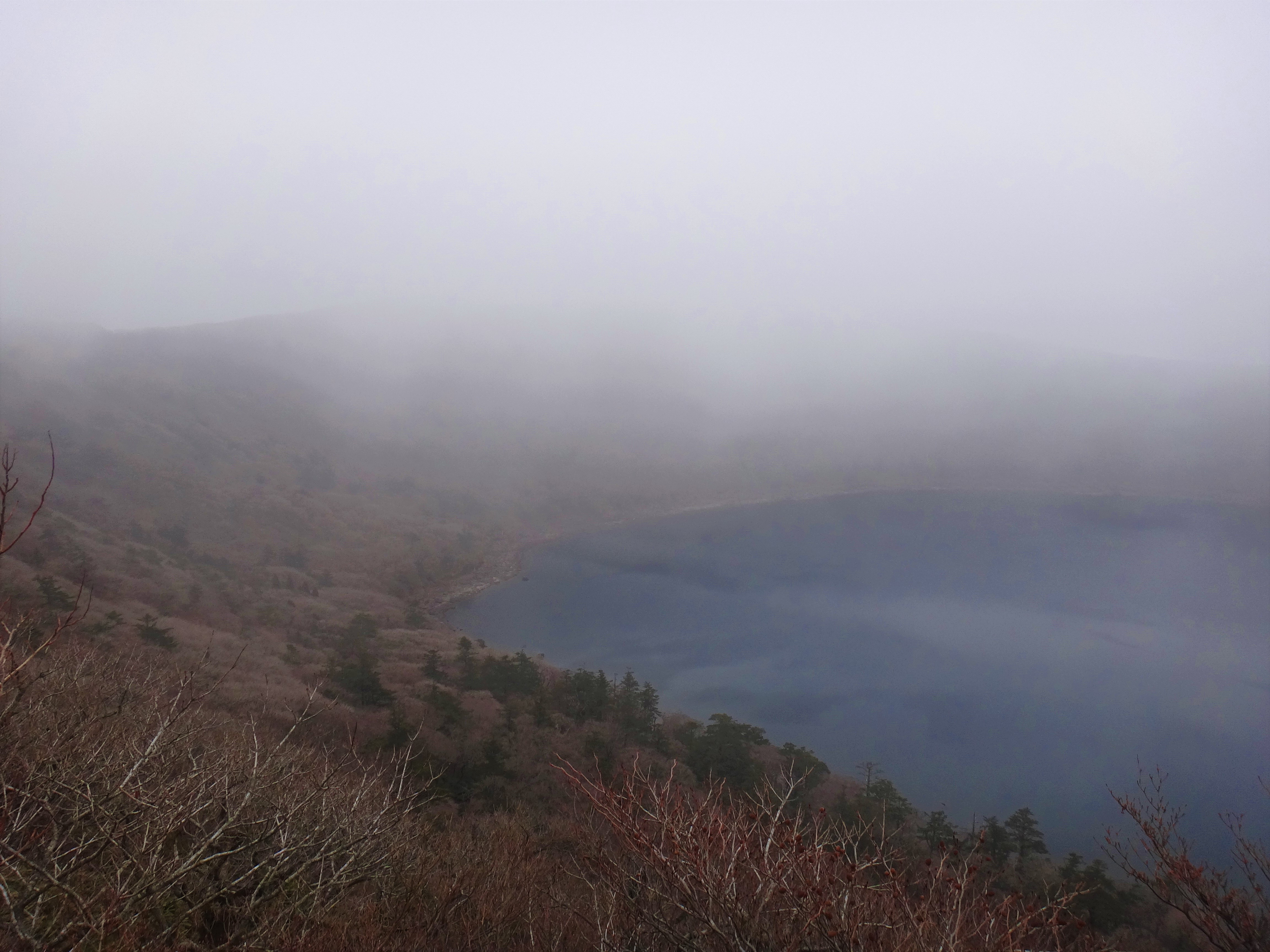
霧の大浪池
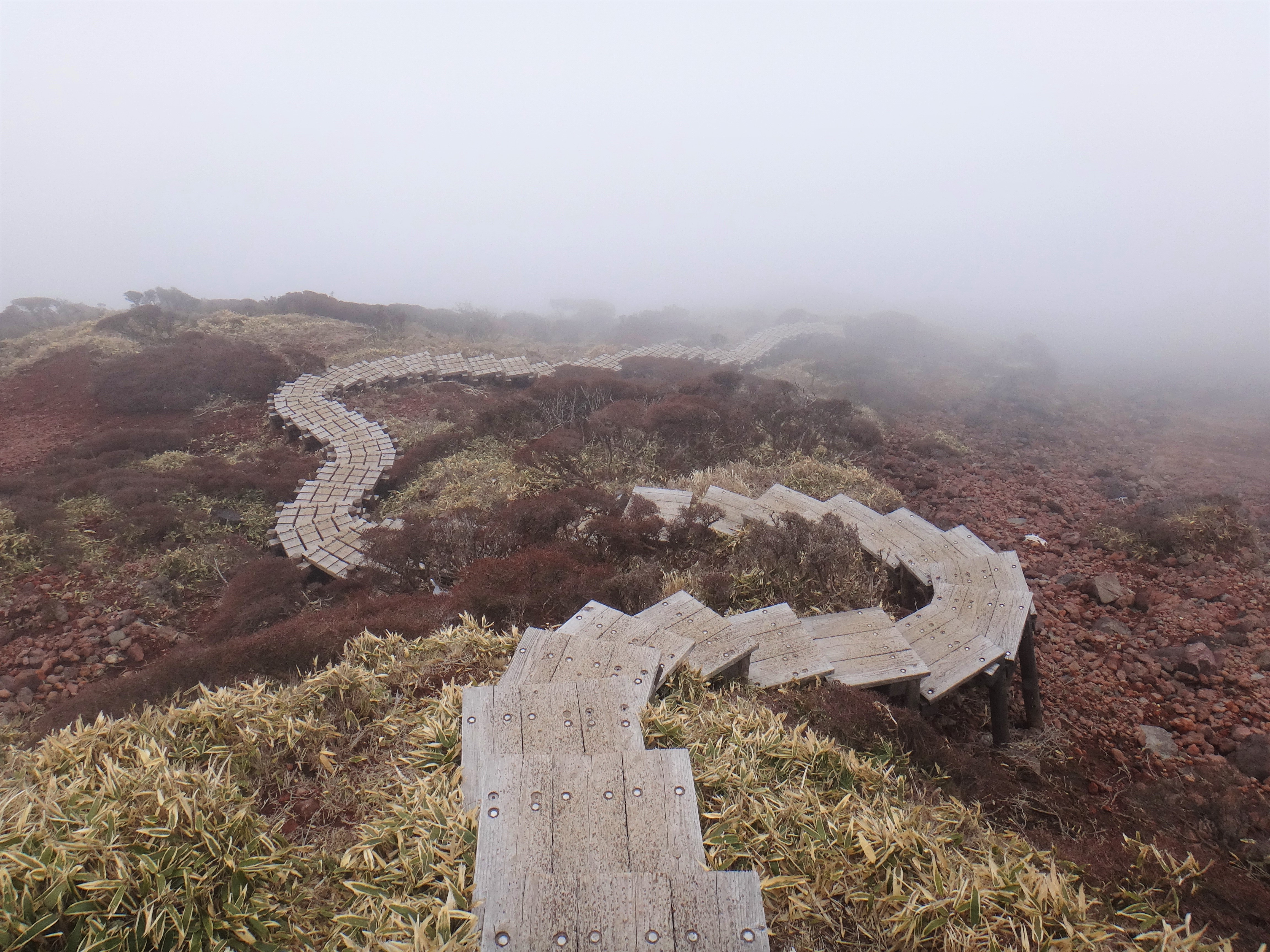
韓国岳から大浪池に続く木道
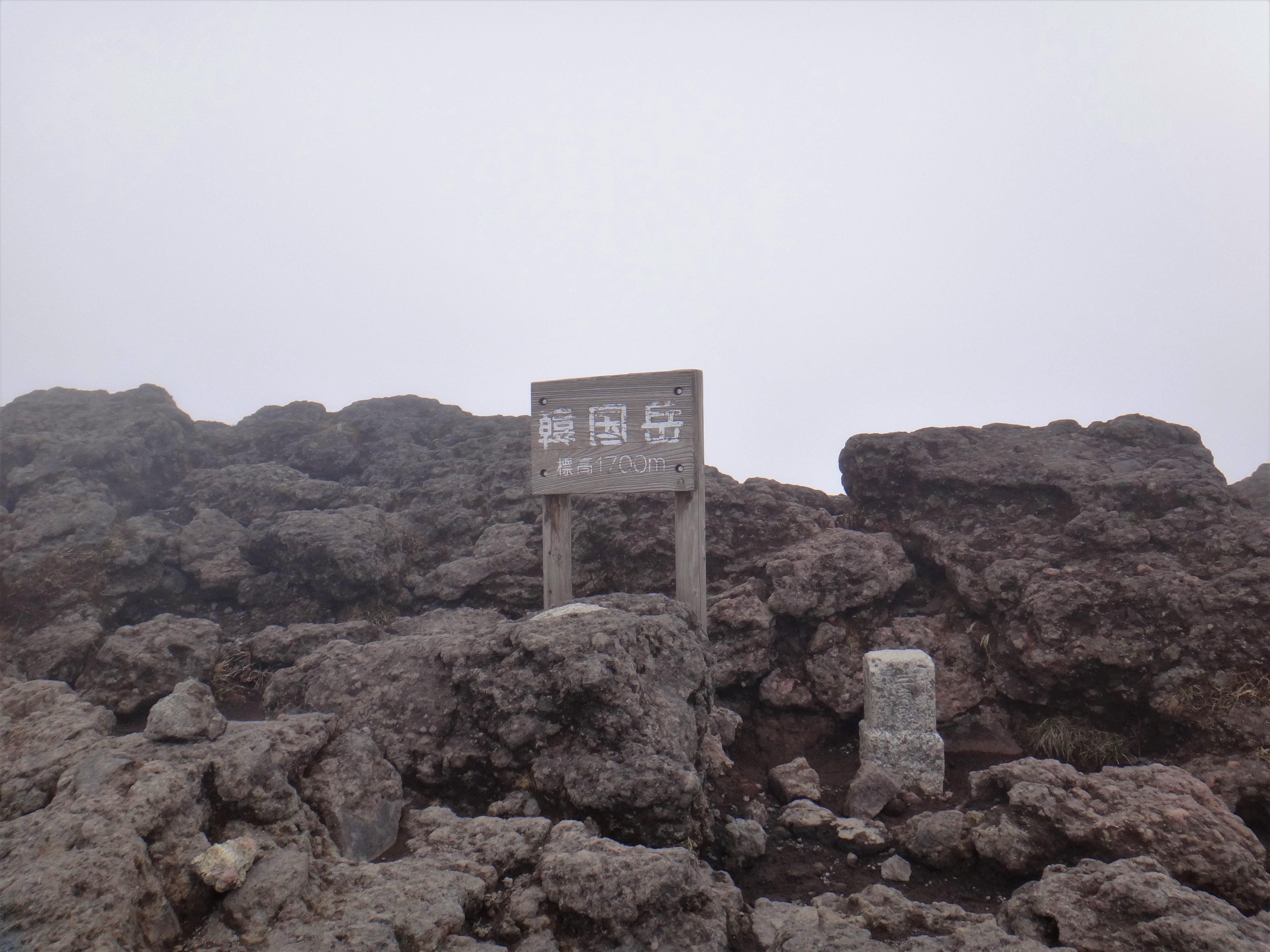
韓国岳山頂